# Atlacoya
Na mitologia asteca, Atlacoya era a deusa da terra seca e estéril, e da fome. Foi negligenciada depois de Moctezuma nascer, por isso não há sacrifícios em sua homenagem.
Fonte: http://godslaidbare.com/pantheons/aztec/atlacoya.php
1. ↑  «Atlacoya». Atlacoya. Consultado em 9 de março de 2025